# Telonotomyia remota
Telonotomyia remota là một loài ruồi trong họ Tachinidae.